# Auster (mythologie)
Pour les articles homonymes, voir Auster.
Auster (parfois confondu avec Notos) est dans la mythologie romaine le dieu des vents du sud, ou plus exactement du midi, vent du sud chaud, épais et humide annonciateur d'orage et parfois considérés comme mauvais car censés corrompre l'air à cause de leur humidité. Il est associé à la fin de l'été et est le vent de la pluie et des tempêtes. On le représente sous les traits d'un jeune homme avec une urne renversée et une partie de son manteau relevée, pour signifier la pluie qu'il apporte généralement avec lui.
Il fait partie des quatre Ventus Venti (vents venant des quatre points cardinaux), fils d'Éole et Aurore avec Favonius, Vulturnus et Aquilon. Il est associé à Euro-Auster, vent de sud-sud est, qui souffle du côté de l'Égypte, ainsi qu'à Austro-Africus — que l'on appelle parfois Libonotus, ou bien Libs, ou encore Notus — qui souffle du côté des Syrtes.

## Auster dans les textes
Auster et ses vents sont mentionnés dans l'Énéide de Virgile, (livre II, lignes 304–307):
| in segetem veluti cum flamma furentibus Austris incidit, aut rapidus montano flumine torrens sternit agros, sternit sata laeta boumque labores, praecipitesque trahit silvas (...) | Ainsi, quand la flamme poussée par le furieux Auster s’abat sur les moissons, ou lorsqu’un torrent rapide, grossi des eaux de la montagne, noie la plaine, couche les riantes moissons, ruine les travaux des bœufs, et entraîne dans ses ondes les forêts précipitées (...) |

Un autre poète romain, Tibullus (1.1, lignes 47–48) évoque le plaisir de rester au lit les jours d'hiver pluvieux:
| aut, gelidas hibernus aquas cum fuderit Auster, securum somnos igne iuvante sequi | ou quand le vent du sud d'hiver a déversé ses eaux froides, s'endormir sans souci bercé par un bon feu. |

## Influences
Le mot Australie (la 'terre du sud') dérive d'Auster.